# Morten Høberg
Morten Høberg, né le 8 mars 1988 à Rødovre, est un coureur cycliste danois.

## Palmarès
- 2005
  - 4e étape des Trois Jours d'Axel
  - 3e du championnat du Danemark du contre-la-montre par équipes juniors
- 2006
  - 10e du championnat du monde sur route juniors
- 2008
  - Scandinavian Race Uppsala
- 2009
  - Classement général de la Post Cup
- 2013
  - 3e étape du Tour du Maroc

## Classements mondiaux
| Année           | 2008 | 2009   | 2010 | 2011 | 2012 | 2013 |
| --------------- | ---- | ------ | ---- | ---- | ---- | ---- |
| UCI Africa Tour |      |        |      |      |      | 141e |
| UCI Europe Tour | 296e | 1 201e |      |      |      |      |